# 莊進源
莊進源（英語：Chuang Chin-Yuan，1926年8月31日—2024年），臺灣學者及政治人物，生於臺灣臺北市日新町（今台北市大同區天水路），曾任行政院衛生署環境保護局長，行政院衛生署環境衛生處長、公共衛生及環境工程學教授等。
莊進源是行政院環境保護署前身、行政院衛生署環境保護局首任局長。垃圾車出現所播放的背景音樂「少女的祈禱」為其於1962年任職台北市衛生局課長期間選擇決定。

## 生平

### 童年時期
1926年出生於日治時期的臺灣臺北州，父親莊正義原本在廈門做衣服買賣生意，因經商失敗返臺。之後錄取警察教習所。由於父親工作因素，童年時期是在蘭陽地區渡過。在其自傳寫到「童年最深刻的田憶，就是在宜蘭太平山的兩年生活。我和山上的原住民打成一片。」莊先生記得父親的制服、配刀，以及這個職務伴隨的紀律與執法威望。書裡也提到1930年霧社事件對警察的影響，尤其在原住民人數眾多的宜蘭山區，警察成為高度戒備的人員。

### 求學時代
八歲（1933年)就讀羅東公學校一年，因成績優異，在通過轉學考（考日文及算術）後，不久轉入羅東小學校。
因為父親工作緣故，1934年轉入頭圍小學校就讀二年級，1936年轉入宜蘭小學校就讀四年級。
菊池寬的《第二の接吻》是小學時期讀的第一本愛情小說。
1939年3月15日，宜蘭小學校畢業。因其小時候的夢想是成為火車「機關手（駕駛員）」,加上家庭經濟的考量，於是選擇應考州立台北工業學校 (現國立臺北科技大學)，因臺灣人背景而落榜 (自傳中寫到「然而，一向成績差我甚多的日本人同學卻考上了。」
州立台北工業學校落榜後適逢台灣商工學校（現臺北市私立開南高級商工職業學校）招生，在四百名考生中只錄取40名的激烈競爭下，順利考上該校機械科。
1940年，推行「台灣人改名運動」，改名古莊源太郎。
1941年-1944年，陸續取得圖畫、國語、歷史、漢文、化學、數學、物理及公民科共八科的合格證書,相當於通常高檢資格，加上地理、博物、修身及外國語文，便專檢十二科的項目。由於未曾學習過化學，選擇在台北夜間工業學校應用化學科就讀一年（1943年-1944年），在這個時候對化學產生了興趣。
1944年夏天取得中學畢業資格，同年也通過文官試驗合格，為當年年齡最小的錄取者。
1945年，考入台北第二師範學校（現國立臺北教育大學）演習科，但入學後不久全校都被徵召去當學徒兵。8月終戰後，轉學考進臺北高級中學（原台北高等學校），同年特准以學生身份在鑛務科化驗室服務。
1946年6月，考入臺灣大學工學院化學工程系。
1948年，普通考試化工科優等及格。
1950年，臺灣大學化學工程學系畢業，獲工學士學位。同年，高等考試化工科中等及格。

### 化工到環保之路
1950年大學畢業後，以高考化工科及格的資格，留任臺灣省政府建設廳鑛務科服務。同年1月15日與張宜君女士結婚。
1953年，經王乃文介紹剛往剛在楊梅成立的啟信化學工廠任職，當時月薪為公務員的三倍（1800元）。
1955年12月，延攬進入剛設立的臺灣省環境衛生實驗所。隔年(1956年)進參加臺大醫學院公共衛生研究所舉辨之公共衛生醫師進修班。訓練營結束後，派任澎湖地區公共衛生調查團，研究如何有效且衛生的處理垃圾與水肥。
之後，在屏東大武營設立適合於臺灣農村的「強制通風式堆肥化」實驗工廠，效果卓越。
1956年11月聯合國世界衛生組織（WHO）西太平洋署於臺灣舉辨「有機廢棄物處理及利用」會議，認為「強制通風式堆肥化」是一個可以廣泛運用至開發中國家的堆肥處理法。
1958年1月，因堆肥化實驗備受矚目，獲得聯合國世界衛生組織獎學金，赴日本東京國立公眾衛生院及國立京都大學工學研究院進修衛生工程。

### 留學日本
1958年4月，加入岩井重久主持的衛生工學研究室。
起初世界衛生組織提供的獎學金只有一年，在岩井重久主動向世界衛生組織駐台顧問爭取延長在日本的研究時間下，世界衛生組織提供二年的獎助金，完成了日本京都大學工學院碩士學位，並在這段時間學習到最先進的衛生工程學與垃圾處理技術。
之後向臺灣環境衛生實驗所申請一年在日研究，在京大醫學部三浦運一教授介紹下至京都大學醫學部生活科學研究所擔心國民衛生部員，負責研究廢棄物處理。
在這一年間也蒐集了日後撰寫博士論文研究的材料，在1984年獲日本京都大學工學院博士學位。

## 從政時期
1950年，進入政府部門之初，莊先生擔任化工分析人員。
1955年，臺灣省衛生處在美援資助下成立「台灣省環境衛生實驗所」。莊先生在因緣際會下進入這個新成立的單位。省環境衛生實驗所的任務是配合農復會（美援單位）與省政府衛生處，負責推動農村環境衛生的改善，工作包括環境衛生調查、環境衛生工程的規劃、掘井建廁、興建糞便處理衛生工程、人員培訓等等。
莊先生在1956年到臺大公共衛生研究所接受短期課程訓練、1958年獲得聯合國世界衛生組織獎學金赴日進修，取得衛生工程碩士。之後陸續接任環境衛生部門主管職務，負責的業務從農業社會時期的糞便、水肥、廁所、飲水、病媒蚊防治，到快速工業化之後產生的垃圾、工業污染、環境污染等問題。擔任過的重要職務包括：台北市衛生局科長、台北市在1967年成為直轄市成立「環境清潔處」擔任科長、1971年衛生署成立後「環境衛生處」擔任處長、1982年衛生署將該處升格為「環境保護局」擔任首任局長。
臺灣在一九七〇年代，因為快速工業化與「客廳即工廠」等不當政策，大小工廠林立社區與農村，工業污染問題快速出現。此時期也是環境保護立法期。衛生署環境衛生處推動大量環境保護法案，包括《飲用水管理條例》（1972）、《廢棄物清理法》（1974）、《水污染防治法》（1974）與《空氣污染防制法》（1975）等。臺灣省政府也在1974年在省建設廳下成立「水污染防治所」，掌理水污染防治計畫。進入一九八〇年代，公害污染事件頻繁，重要事件包括新竹李長榮化工廠案（1981）、大里三晃農藥工廠案（1984）、台電核四廠案（1986）、鹿港杜邦二氧化鈦廠案（1987）、中油五輕廠案（1987）及台塑六輕廠案（1987）。
莊先生在此時期擔任環境衛生主管單位的主管，從衛生署「環境衛生處」處長（1972-1982）到衛生署「環境保護局」局長（1982-1987），是環境衛生政策的重要參與者及決策者。
1987年環境保護署成立，1991年退休。

## 逝世
2024年8月1日，總統賴清德授予褒揚令，褒揚令全文為：

前行政院衛生署環境保護局局長莊進源，才器淵弘，剛毅敏決。少歲卒業國立臺灣大學化學工程學系，輾轉繼獲日本京都大學工學碩、博士學位，黽勉持恆，自振有成。長期獻力環境衛生志業，歷任臺北市政府環境清潔處科長、行政院衛生署環境衛生處處長暨經濟部技監等職，肇啟逾四十載勤謹執事之公務生涯。任內首闢空氣品質監測網絡，規度管制移動污染排放；研覈公害防治法案，踐履環境友善政策，遠圖籌維，計不旋踵；彌彰績效，惠益民生。公餘敷教上庠，陶鎔鼓鑄，指授傳薪；復殫思筆耕，以《公害防治概論》獲前行政院新聞局圖書金鼎獎，條分縷析，務實致用。嗣置設中華民國環境保護學會，張拓國際環保合作，輔導產業空污減量，曾獲該會頒贈福爾摩莎環境獎暨環保終身成就獎等殊榮。綜其生平，盡瘁臺灣環境永續發展，厚植全民健康福祉守護，鴻猷洞視，碩望聲采；遺緒遐範，奕世垂名。遽聞鶴齡殂殞，悼惜曷勝，應予明令褒揚，用示政府篤念賢彥之至意。

總　　　統　賴清德　　　　

行政院院長　卓榮泰　　　　

## 個人著作

### 專書
- 《環境污染與住的藝術》，百科文化公司，1983.07。
- 《飛舞空中的殺手》，百科文化公司，1983.07。
- 《水族系的迷惘》，百科文化公司，1983.09。
- 《大千世界的環境衛生》，百科文化公司，1983.11。
- 《毒性物質的點線面》，百科文化公司，1984.01。
- 《環境保護新論》，淑馨出版社，1993.07。
- 《古易與科學新知》，基礎道德文化基金會，1995.06。
- 《公害防治概論》，淑馨出版社，1995.11。
- 《水的故事》，淑馨出版社，2000.11。
- 《公害防治概論》，淑馨出版社，1995.11。
- 《莊進源回憶錄》，前衛出版社，2012.12。

### 論文
- 〈公害及防治對策〉，都市計劃委員會《都市計劃手冊》，1971。
- 〈台北市空氣污染之現狀與其管制對策〉，中華工程學會《工程》，第44卷第89期，1971.09。
- 〈台北市固體廢棄物處理之研究〉，中華工程學會《工程》，第44卷第89期，1971.09。
- 〈治金爐排氣系統之設計〉，經濟部《能源季刊》，第2卷第3期，1972.07。

- 〈臺北市空氣污染之研究 ( Research on the air pollution in Taipei City〉，經濟部《能源季刊》，第2卷第4期/第3卷第1期，1972.10/1973.01。
- 〈工業廢棄物處理概論〉，中華企業管理中心講義，1973。
- 〈臺灣生活環境與環境污染問題之關係 (Interaction of man and environment in Taiwan〉，中美水污染防治檢討會，1974.01。